# جالاتا
جالاتا (به ایتالیایی: Galeata) یک کومونه در ایتالیا است که در استان فورلی-چزنا واقع شده‌است.

## خصوصیات
جالاتا ۶۲٫۹ کیلومترمربع مساحت و ۲٬۵۰۲ نفر جمعیت دارد و ۲۳۷ متر بالاتر از سطح دریا واقع شده‌است.